# Которе
Которе (алб. Kotorr) је насеље у општини Србица, Косово и Метохија, Република Србија. Према попису становништва из 2011. године, село је имало 279 становника, већину становништва чинили су Албанци. Историјски и географски село Которе припада Дреници.

## Географија
Которе се налази на брдовито - брежуљкастом земљишту дреничког побрђа, а припада дреничком џематском типу насеља. У атару овог насеља налазе се зидине древног насеља, зидине од камена и цигле. Током времена сељаци су ове зидине порушили, па су од тог материјала зидали своје куће. Скоро све сеоске куће у овоме селу сазидане су од материјала порушеног овог rрада, чије су се зидине ипак очувале до данашњих дана. Село има колективну мерају и шуму. До Котора се налазе Радишевска река и Крлигатска река, на којима сељани напајају домаћу стоку. До села се налази брдо Кодра ворес, где је некада било старовремско гробље. До села постоје два гробља: једно српско, а друго албанско. Которе се налази северно од пута Пећ-Митровица, , око 8 километра северозападно од Србице.

## Историја
Први пут се помиње се у турском попису области Бранковића 1455, са 33 српских кућа, међу којима је и кућа попа Владислава. Село је имало стару цркву, од којих данас постоје само микротопоними: Црква (алб. Kisha) и Црквени до (алб. Lugu i Kishës). На сред села, где се данас налазе сеоске куће, по традицији се налазило Сватовска гробље. Исто тако, поред села постоји и данас друго Сватовска гробље, које потиче из истог времена као и оно у селу које је уништено. То су била гробља два сватова, која су се ту сусрела, потукла и изгинула. До села постоје два гробља: једно српско, а друго албанско.
Након косовског рата 1999. године, уз присуство снага КФОР-а под вођством НАТО-а, спаљене су две куће које су припадале Србима и једна кућа је незаконито заузета.

## Порекло становништва по родовима
Подаци порекла становништва по родовима из 1936. године:
Српски родови:
- Петровић, ћ, фис Кељменди, прислужују Велику Госпојину. Досељени су као чифчије 1846. године из села Рудника, у Метохији. Као што се види из наведенога, овај род познаје организацију фиса, без родовске традиције о братственичкој припадности. Родовска пак припадност назива се именом подрекла.
- Ђоковић, 1 кућа, славе Св. Николу, прислужују Св. Николу Летњег. Досељени су 1856. године из села Леочине, у Метохији, старином су од племена Куча—Црна Гора.
- Кандић, од фиса Гаши, 2 куће. Славе Св. Петку, а прислужују Петковицу. Родовско порекло им је из Црне Горе. Од овога рода одселила се 1 кућа 1886. године у Вучитрн. У Вучитрну је то род Котарац који се презива по завичајном селу, одакле је досељен. У то време, одсељена је из Котора од овог рода и 1 кућа у Косовску Митровицу. Од старине је овај род обделавао земљу у Котору као чифчије.
- Јоковић, од фиса Шаља, 4 куће, славе Св. Ђорђа Алимпија, прислужују Спасовдан. Старином су из Перковца у Ибарском Колашину, одакле су пресељени у село Вичу—Косаница, а одатле су 1894. године прешли у Которе. Овај род такође познаје организацију фиса.
- Тусић, од фиса Гаши, 1 кућа, славе Петковдан, прислужују Св. Илију. Пореклом су из села Загуља у Ибарском Колашину, одакле су се доселили 1926. године.
- Ракићекић, од фиса Кучи, 1 кућа, славе Ђурђиц, а прислужују Св. Пантелију. Старином су Бабићи из села Брњака у Ибарском Колашину, одакле су се доселили 1846. године. Једна кућа од овога рода одселила се 1906. године у Вучитрн, као домазети. Оба ова рода познају организацију фиса, али братственичку не познају.

Албански родови:
- Ајризи, од фиса Гаши, 9 кућа, старином су из Албаније, а доселили су се преко Метохије 1846. године, када је досељено 1 домаћинство. Од истог рода доселиле су се још две куће, од којих се 1 кућа населила у дреничко село Радишево, а 1 у село Суво Грло, у Метохијски подгор. Године 1926. од onora рода се 1 кућа одселила у Косовску Митровицу, а 2 куће у Албанију.
- Бехрами, од фиса Гаши, 6 кућа. Овај је род пореклом из Бањске са Косова, одакле су њихови преци досељени 1836. године, којом приликом је досељена 1 кућа. Првобитно су се у Котору бавили земљорадњом као наполичари, а потом су купили имање. Од овога рода одселила се 1 кућа 1896. године у село Воћњак, у Метохији, а 1 кућа 1924. године у Косовску Митровицу.

Према изнетоме, у селу Которе било је 1936. године ово популационо стање: српских родова јс било 6, са 10 кућа. Албански родова је било 2, са 15 кућа.

## Становништво
| Година       | 1914 | 1948 | 1953 | 1961 | 1971 | 1981 | 1991 | 2011 |
| ------------ | ---- | ---- | ---- | ---- | ---- | ---- | ---- | ---- |
| Становништво | 195  | 401  | 422  | 422  | 430  | 516  | 411  | 279  |

|  |